# 裾野バスストップ
裾野バスストップ（すそのばすすとっぷ）は、静岡県裾野市御宿の東名高速道路裾野インターチェンジ南方の本線上にあるバス停留所である。東名裾野（とうめいすその）とも言う。東名ハイウェイバスの急行・特急便と、成田空港線（富士急静岡バスと京成バスの共同運行）、みしまコロッケ号（富士急シティバス）の全便が停車する。

## 歴史
- 1969年6月10日 : 開設

## 停車する路線
- 東名ハイウェイバス（東京 - 御殿場 - 静岡 - 浜松 - 名古屋）（JRバス関東、JR東海バス）
- 富士・沼津 - 成田空港（京成バス、富士急静岡バス）
- みしまコロッケ号（新宿・渋谷 - 三島・沼津）（富士急シティバス）

## 乗り換え
- 富士急シティバス 東名裾野バス停

## 距離
- 東京駅から111.7 km